# Campionati del mondo di ciclismo su pista 2020 - Corsa a punti maschile
La corsa a punti maschile ai campionati del mondo di ciclismo su pista si è svolta il 28 febbraio 2020, su un percorso di 160 giri per un totale di 40 km/h con sprint intermedi ogni 10 giri, di cui l'ultimo con punti doppi. La vittoria andò al neozelandese Corbin Strong che concluse il percorso con il tempo di 45'53" alla media di 52,294 km/h.
Accreditati alla partenza 23 ciclisti di federazioni diverse, dei quali 22 completarono la gara.

## Podio
| Pos.    | Atleta         | Nazionalità   |
| ------- | -------------- | ------------- |
| Oro     | Corbin Strong  | Nuova Zelanda |
| Argento | Sebastián Mora | Spagna        |
| Bronzo  | Roy Eefting    | Paesi Bassi   |

## Risultati
| Posizione | Atleti                | Nazione       | Punti giro | Punti sprint | punti totali |
| --------- | --------------------- | ------------- | ---------- | ------------ | ------------ |
| 1         | Corbin Strong         | Nuova Zelanda | 40         | 18           | 58           |
| 2         | Sebastián Mora        | Spagna        | 20         | 20           | 40           |
| 3         | Roy Eefting           | Paesi Bassi   | 20         | 16           | 36           |
| 4         | Wojciech Pszczolarski | Polonia       | 20         | 12           | 32           |
| 5         | Viktor Manakov        | Russia        | 20         | 9            | 29           |
| 6         | Raman Ramanau         | Bielorussia   | 20         | 6            | 26           |
| 7         | Kenny De Ketele       | Belgio        | 0          | 20           | 20           |
| 8         | Bryan Coquard         | Francia       | 0          | 13           | 13           |
| 9         | Michele Scartezzini   | Italia        | 0          | 12           | 12           |
| 10        | Cyrille Thièry        | Svizzera      | 0          | 12           | 12           |
| 11        | Ignacio Sarabia       | Messico       | 0          | 10           | 10           |
| 12        | Mark Stewart          | Gran Bretagna | 0          | 10           | 10           |
| 13        | Moritz Malcharek      | Germania      | 0          | 6            | 6            |
| 14        | Viktor Filutás        | Ungheria      | 0          | 5            | 5            |
| 15        | Vitaliy Hryniv        | Ucraina       | 0          | 5            | 5            |
| 16        | Christos Volikakis    | Grecia        | 0          | 3            | 3            |
| 17        | Daniel Holloway       | Stati Uniti   | 0          | 3            | 3            |
| 18        | Mark Downey           | Irlanda       | 0          | 2            | 2            |
| 19        | Stefan Mastaller      | Austria       | 0          | 1            | 1            |
| 20        | Michael Foley         | Canada        | 0          | 0            | 0            |
| 21        | Roman Vassilenkov     | Kazakistan    | 0          | 0            | 0            |
| 22        | Yacine Chalel         | Algeria       | −20        | 2            | −18          |
| –         | Nicolas Pietrula      | Rep. Ceca     | DNF        | DNF          | DNF          |

 Nota: DNF ritirato